# The Steeple, Antarktis
The Steeple är en bergstopp i Antarktis. Den ligger i Västantarktis. Argentina, Chile och Storbritannien gör anspråk på området. Toppen på The Steeple är 500 meter över havet.
Terrängen runt The Steeple är kuperad. En vik av havet är nära The Steeple åt nordost. Trakten är glest befolkad. Närmaste befolkade plats är Esperanza Base, 4,5 kilometer nordost om The Steeple.